# 康寿麟
康 寿麟（カン・スリン、朝鮮語: 강수린、1952年3月11日 - ）は、朝鮮民主主義人民共和国の政治家、僧侶。最高人民会議常任委員会委員、朝鮮仏教徒連盟委員長、朝鮮アジア太平洋平和委員会室長。朝鮮赤十字会中央委員会委員長などを歴任。

## 経歴
1952年生まれ。出生地はわかっていない。1990年に開催された南北高位級会談に参加した。2007年に金養建統一戦線部長が韓国のソウルを訪問した際には、朝鮮アジア太平洋平和委員会室長として随行した。2012年には沈相進の後任として朝鮮仏教徒連盟中央委員会委員長に就任した。2013年に朝鮮赤十字会中央委員会委員長に就任し、離散家族問題について韓国の大韓赤十字社と実務者協議を行った。南北離散家族再会行事の2週間前の2015年10月15日に赤十字中央委員会委員長を解任された。後任は李忠福。同日に金剛山を訪問した、韓国の曹渓宗総務院長らと法会を行った。2014年には最高人民会議第13期代議員に選出され、2019年4月11日に開催された最高人民会議第14期第1回会議で最高人民会議常任委員会委員に選出された。

## 参考サイト
- 북한정보포털